# El sueño de una noche de verano (película de Jiří Trnka)
Sen noci svatojanske (en español, El sueño de una noche de verano) es un largometraje de animación checo dirigido en 1959 por Jiří Trnka, adaptación de la obra teatral El sueño de una noche de verano, de William Shakespeare.
- Datos: Q3227301